# Koenraad II van Württemberg
Koenraad II († 1143), Heer van Wirtemberg 1110-1143, getrouwd met Hadwig.
De vader van Koenraad is onbekend maar hij wordt tot het Althausen-Veringer gravengeslacht gerekend (een vermoeden omdat de graven van Wirtenberg en Veringen veel gelijkenis vertonen in hun wapenschild). Maar als zoon van Liutgard van Beutelsbach was hij een neef van Koenraad I, heer van Wirtemberg.
Na de dood van Koenraad I kwam zijn neef, Koenraad II, als erfgenaam van zijn burcht voor de pinnen. Koenraad II werd onder Wirtembergse naam op 12 mei 1110 samen met zijn echtgenote Hadwig als schenker van goederen aan het klooster van Blaubeuren vermeld alsook op 28 december 1122 als getuige van keizer Hendrik V vernoemd te Spiers.